# 712 Fifth Avenue
Il 712 Fifth Avenue è un grattacielo situato in 712 5th Avenue, Plaza District, New York. È il 53º edificio più alto della città.